# Ливан на зимних Олимпийских играх 1952
Ливан принимал участие в Зимних Олимпийских играх 1952 года в Осло (Норвегия), но не завоевал ни одной медали. Представлявший страну 27-летний Ибрахим Джааджаа принял участие в соревнованиях по горнолыжному спорту.

## Результаты
Соревнования   проходили  с 14 по 20 февраля; они одновременно считались соревнованиями 12  чемпионата мира по горнолыжному спорту. Впервые в программу соревнований был введён гигантский слалом. Соревнования по гигантскому слалому и скоростному спуску прошли в Крёдсхераде, по обычному слалому — на холме Рёдклейва.
| Спортсмен        | Соревнование      | 1 попытка      | 1 попытка | 2 попытка | 2 попытка | Итог   | Итог  |
| Спортсмен        | Соревнование      | Время          | Место     | Время     | Место     | Время  | Место |
| ---------------- | ----------------- | -------------- | --------- | --------- | --------- | ------ | ----- |
| Ибрахим Джааджаа | Скоростной спуск  |                |           |           |           | 3:20.2 | 57    |
| Ибрахим Джааджаа | Гигантский слалом |                |           |           |           | 3:52.8 | 82    |
| Ибрахим Джааджаа | Слалом            | не финишировал | -         | —         | —         | —      | —     |